# Francesco Mario Pagano
Francesco Mario Pagano (Brienza, 8 dicembre 1748 – Napoli, 29 ottobre 1799) è stato un giurista, filosofo, politico e drammaturgo italiano.
Fu uno dei maggiori esponenti dell'Illuminismo italiano ed un precursore del positivismo, oltre ad essere considerato da Enrico Pessina l'iniziatore della «scuola storica napoletana del diritto», che gettò le basi dell'odierna Corte Costituzionale. Le sue arringhe contornate di citazioni filosofiche gli valsero il soprannome di "Platone di Napoli".
Personaggio di spicco della Repubblica Napoletana (1799), fu condannato a morte a seguito della restaurazione borbonica.

## Biografia

### Formazione e giovinezza
Nato a Brienza, un paesino del Principato Citra, passato poi al Giustizierato di Basilicata nel 1811, nel Regno di Napoli (oggi sito nella provincia di Potenza), nel 1748 in un'abbiente famiglia di notai, all'età di quattordici anni, a seguito della morte del padre, si trasferì a Napoli, dove si stabilì presso lo zio Nicola. Ultimò gli studi classici sotto l'egida di Gerardo De Angelis, da cui apprese anche il latino, il greco, l'ebraico e frequentò i corsi universitari, conseguendo la laurea in giurisprudenza nel 1768 con il Politicum universae Romanorum nomothesiae examen, dedicato a Leopoldo di Toscana ed all'amico grecista Giuseppe Glinni di Acerenza. Fu, inoltre, allievo del Genovesi, il cui insegnamento fu fondamentale per la sua formazione, e amico di Gaetano Filangieri con cui condivise l'iscrizione alla massoneria. Pagano appartenne a La Philantropia, loggia della quale fu maestro venerabile. Inoltre, i proventi dell'attività di avvocato criminale gli consentirono di acquistare un terreno all'Arenella, dove costituì una sorta di accademia, alla quale partecipava, tra gli altri, Domenico Cirillo.
Ebbe la cattedra di etica (1770), poi quella di diritto criminale (1785) all'Università di Napoli, distinguendosi come avvocato presso il tribunale dell'Ammiragliato (di cui diventò poi giudice) nella difesa dei congiurati anti-borbonici della Società Patriottica Napoletana Emanuele De Deo, Vincenzo Galiani e Vincenzo Vitaliani pur non riuscendo ad evitarne la messa a morte (1794). Nel 1796 fu incarcerato in seguito ad una denuncia presentata contro di lui da un avvocato condannato per corruzione che lo aveva accusato di cospirare contro la monarchia ma venne liberato nel 1798 per mancanza di prove. Scarcerato il 25 luglio del 1798, riparò clandestinamente a Roma, dove venne accolto positivamente dai membri della Repubblica Romana, dove ricevette la cattedra di Diritto nel Collegio Romano, accontentandosi di un compenso che gli garantiva il minimo indispensabile per vivere. Tra i suoi seguaci e allievi, il pedagogo e rivoluzionario Matteo Angelo Galdi.

### Incarichi nella Repubblica Napoletana
(Francesco Mario Pagano, Costituzione Napoletana dell'anno 1799)

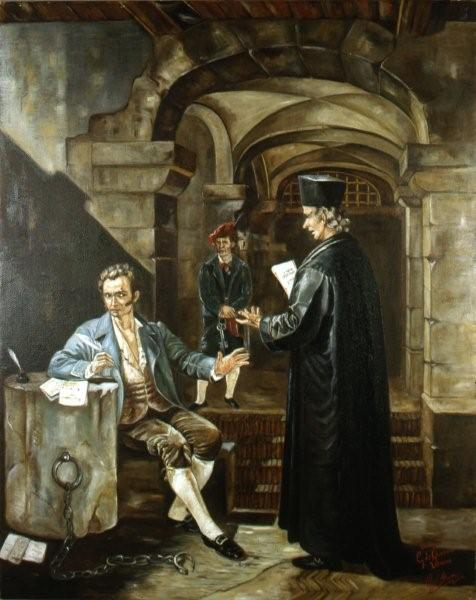
Il Giudice Speciale schernisce Pagano dopo avergli letto la sentenza di morte. Ritratto di Giacomo Di Chirico

Lasciata Roma, si spostò per un breve periodo a Milano e, dopo la fuga del re Ferdinando IV a Palermo, fece ritorno a Napoli il 1º febbraio 1799, divenendo uno dei principali artefici della Repubblica Napoletana, quando il generale francese Jean-Étienne Championnet lo nominò tra quelli che dovevano presiedere il governo provvisorio.
La vita della repubblica fu corta e molto difficile: mancava l'appoggio del popolo, alcune province erano ancora estranee all'occupazione francese e le disponibilità finanziarie erano sempre limitate a causa delle sovvenzioni alle campagne napoleoniche. In questo breve lasso di tempo, Pagano ebbe tuttavia modo di poter realizzare alcuni progetti. Importanti in questo periodo furono le sue proposte sulla legge feudale, in cui si mantiene su posizioni piuttosto moderate e il progetto di Costituzione della Repubblica Napoletana. Essa per la prima volta stabiliva la giurisdizione esclusiva dello Stato sui diritti civili e, tra le altre cose, prevedeva il decentramento amministrativo della città. La carta elaborata da Pagano prevedeva inoltre l'istituzione dell'eforato, precursore dell'odierna Corte Costituzionale. Il suo progetto rimase tuttavia inapplicato a causa dell'imminente restaurazione borbonica. Pagano si distinse sostenendo altre leggi di capitale importanza come quella sull'abolizione dei fedecommessi (10 febbraio), sull'abolizione delle servitù feudali (5 marzo), del testatico (22 aprile), della tortura (1º maggio).

### Morte
Con la caduta della Repubblica, Pagano, dopo aver imbracciato le armi che difesero strenuamente gli ultimi fortilizi della città assediati dalle truppe borboniche, venne arrestato e rinchiuso nella "fossa del coccodrillo", la segreta più buia e malsana del Castel Nuovo. Venne in seguito trasferito nel carcere della Vicaria e ai primi di agosto nel Castel Sant'Elmo. Giudicato con un processo sommario, Pagano venne condannato a morte per impiccagione. A nulla era valso l'appello di clemenza da parte dei regnanti europei, tra cui lo zar Paolo I, che scrisse al re Ferdinando: «Io ti ho mandato i miei battaglioni, ma tu non ammazzare il fiore della cultura europea; non ammazzare Mario Pagano, il più grande giurista dei nostri tempi». Fu giustiziato in Piazza Mercato il 29 ottobre 1799, assieme ad altri repubblicani come Domenico Cirillo, Giorgio Pigliacelli e Ignazio Ciaia. Secondo Giuseppe Poerio, Pagano, salendo sul patibolo, pronunciò la seguente frase:
Gli sono intitolate attualmente le piazze principali di Brienza e Potenza. Gli è altresì dedicato il Convitto nazionale Mario Pagano di Campobasso.

## Pensiero

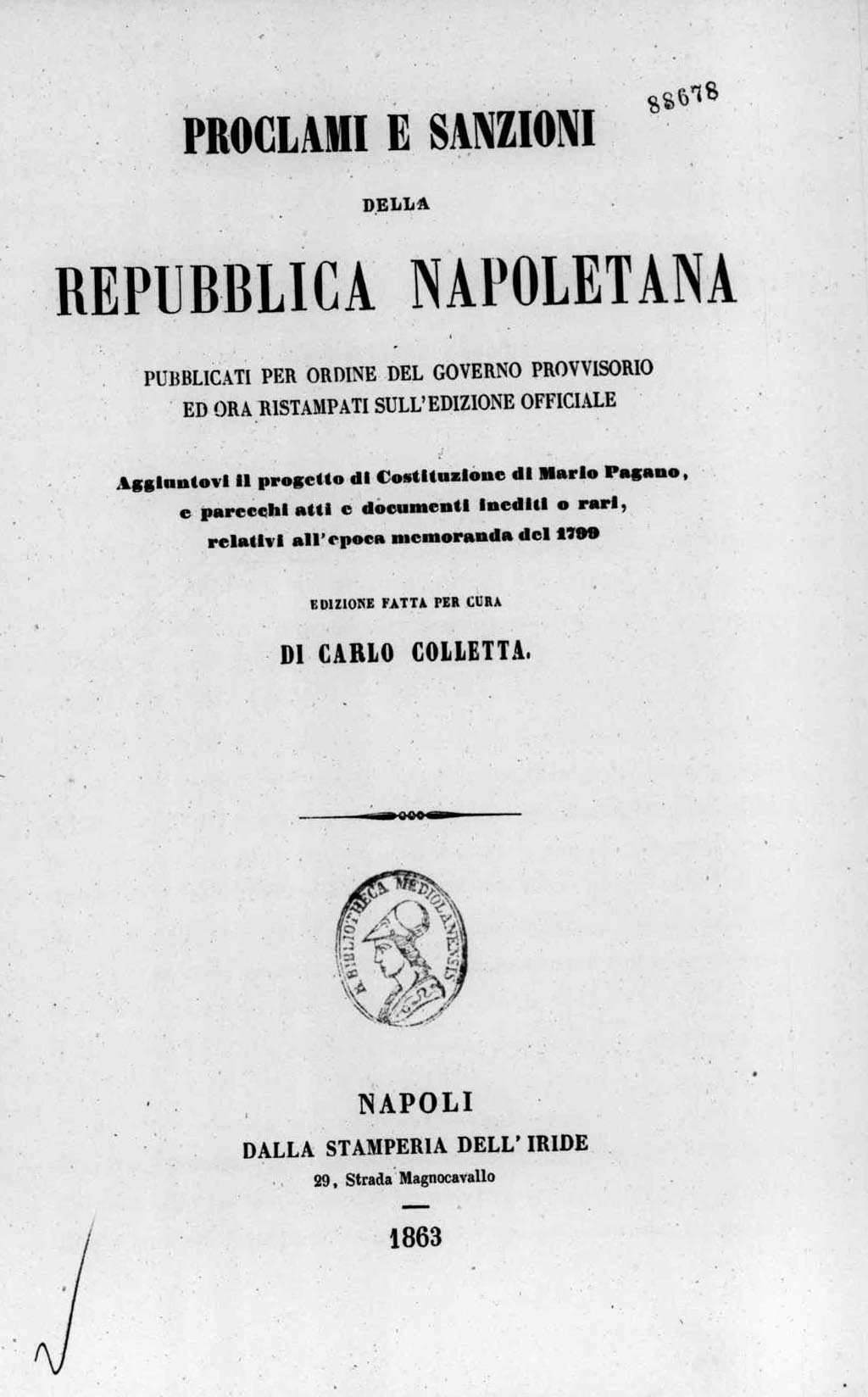
Proclami e sanzioni della Repubblica napoletana, aggiuntovi il progetto di Costituzione di Mario Pagano, a cura di Carlo Colletta, 1863

Il pensiero di Mario Pagano, giurista, filosofo, letterato, esponente fra i più rilevanti dell'Illuminismo meridionale, merita di essere preso in esame dalla nostra prospettiva per la visione consegnata ai Saggi politici, un'opera a carattere a un tempo filosofico, politico, storico e di filosofia della storia, che può definirsi di ‘filosofia civile’ per l'ispirazione complessiva e il disegno di fondo in cui i diversi elementi della sua multiforme natura sono orientati verso un unico obiettivo. E anche per la filosofia politica, che emerge in tutta la sua peculiarità da un lavoro pur dai caratteri tecnici obbligati come il Progetto di Costituzione della Repubblica napoletana, da lui personalmente redatto.

## Opere
- Francisci Marii Pagani Burgentini Politicum universae Romanorum nomothesiae examen libro singulari in treis parteis diviso comprehensum, Neapoli, Josephus Raymundus jure legitimeque excudebat, 1768;
- Francisci Marii Pagani Oratio ad comitem Alexium Orlow virum immortalem victrici moschorum classi in expeditione in mediterraneum mare summo cum imperio praefectum, [dopo il 1770];
- Gli Esuli tebani. Tragedia di Francesco Mario Pagano, Napoli, s.e., 1777;
- Contro Sabato Totaro, reo dell'omicidio di D. Giuseppe Gensani in grado di nullità aringo secondo di Francesco Mario Pagano, Napoli, s.n., 1784;
- Il Gerbino tragedia e l'Agamennone monodramma-lirico dell'avvocato Francesco Mario Pagano, Regio Professore di Diritto Criminale nell'Università napoletana, Napoli, presso i Fratelli Raimondi, 1787;
- Considerazioni di Francesco Mario Pagano sul processo criminale, In Napoli, nella Stamperia Raimondiana, 1787;
- Ragionamento sulla libertà del commercio del pesce in Napoli. Diretto al Regio Tribunale dell'Ammiragliato e Consolato di Mare da Francesco Mario Pagano, Napoli, s.n., 1789;
- Corradino tragedia di Francesco Mario Pagano, Napoli, presso Filippo Raimondi, 1789;
- De' saggi politici di Francesco Mario Pagano, In Napoli, a spese di Filippo Raimondi, 1792;
- L' Emilia. Commedia in cinque atti di Francesco Mario Pagano, Napoli, presso Filippo Raimondi, 1792;
- Saggi politici de' principii, progressi e decadenza della società di Francesco Mario Pagano, voll. 1-3, Napoli, 1792-1799;
- Discorso recitato nella Società di Agricoltura, Arti e Commercio di Roma nella pubblica seduta del di 4 complementario anno 6° della libertà, Roma, presso il cittadino V. Poggioli, anno VI (1798);
- Considerazioni di Francesco Mario Pagano sul processo criminale, Milano, nella Tipografia Milanese di Tosi e Nobile contrada nuova, 1801;
- Principj del codice penale e logica de' probabili per servire di teoria alle pruove nei giudizj criminali di Francesco Mario Pagano opera postuma con alcune note: ed aggiuntovi in fine un trattatino sui principj del codice di polizia, Napoli, dalla tipografia di Raffaele Di Napoli, 1819.

Le opere teatrali di Pagano non furono mai rappresentate in pubblico, mentre sembra che l'autore soleva metterle in scena privatamente nella sua casa dell'Arenella.
Sono caratterizzate da temi prevalentemente sentimentali mascherando i temi civili che pur in esse erano presenti, con funzione quindi pedagogica nei confronti del popolo.

## Intitolazioni e dediche

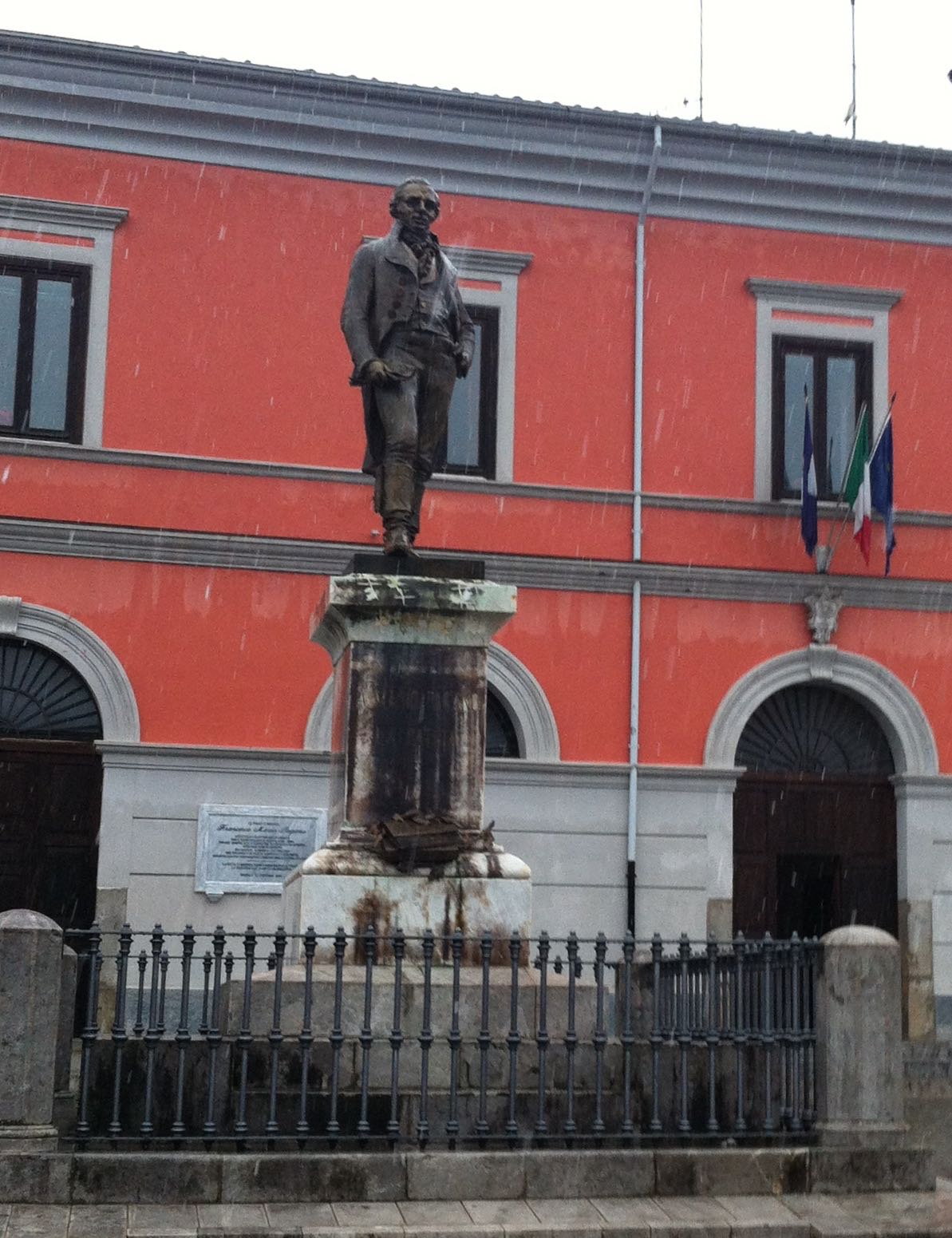
Statua di Mario Pagano a Brienza (PZ)

- Al giurista lucano sono state dedicate alcune opere letterarie come Catechismo repubblicano in sei trattenimenti a forma di dialoghi (1799) di Francesco Astore e Mario Pagano, ovvero, della immortalità (1845) di Terenzio Mamiani.
- Nel 1863, nella Corte d'assise di Potenza fu collocato un busto marmoreo in suo onore, opera di Antonio Busciolano.
- Nel 1865, gli venne dedicato il Convitto nazionale Mario Pagano di Campobasso, con regio decreto firmato da Vittorio Emanuele II.
- Alcune logge massoniche furono intitolate a suo nome, come quella di Lecce, nata nel 1864,[10] e di Potenza, sorta nel 1886.[11]
- Gli è dedicata la piazza principale del centro storico, a Potenza.
- Nel 1908, venne inaugurato un busto in marmo ai giardini del Pincio (Roma), realizzato da Giuseppe Guastalla.
- Nel 2004, il suo personaggio apparve nel film Il resto di niente di Antonietta De Lillo, interpretato da Mimmo Esposito.